# Flonheimer Sandstein
Flonheimer Sandstein ist die Bezeichnung einer Sandsteinsorte aus dem rheinhessischem Flonheim in Rheinland-Pfalz. Er entstand im Rotliegenden.

## Beschaffenheit
Es handelt sich um einen mittelsandigen Sandstein, der Geröllgrößen bis 25 Millimeter führt. Er ist dunkelbraun mit hellen Streifen. Sein Mineralbestand setzt sich aus 66 Prozent Quarz, 33 Prozent Gesteinsbruchstücken und 1 Prozent Feldspat, Muskovit, Biotit, Turmalin und Zirkon zusammen.
Die Rohdichte beträgt 2,3 kg pro Kubikdezimeter mit einer Druckfestigkeit von 37 bis 73 Newton pro Quadratmillimeter bei einer Porosität von 13 Volumenprozent. Darüber hinaus ist er gegen Frost und Aggressorien beständig. Eine Politur ist hingegen nicht möglich. Die Farbe ist hellgelb mit leichtem Braunanteil. Diese Eigenschaften machten ihn auch bei Steinmetzen sehr beliebt.

## Geschichte und Bauwerke
Schon die Römer benutzten Flonheimer Sandstein für ihre Bauwerke, er wurde geliefert zum Bau des Kölner und Mainzer Domes, für viele Kirchen, Rathäuser, Bürgerhäuser und öffentliche Bauten, er diente auch als Material für Bildhauerarbeiten. Im Mittelalter wurde er mit Pferdefuhrwerken zu den Rheinhäfen transportiert, später mit der dafür extra gebauten Strecke der Wiesbachtalbahn.
Der in Bauten dargestellte Reichtum Flonheims war wesentlich bedingt durch die einst blühende Steinbruchindustrie, die nach dem Zweiten Weltkrieg, der Kunststeinherstellung weichend, nicht wieder betrieben wurde. „Flonheimer Sandstein“, im 14. Jahrhundert auch für fürstliche Hof- und Burgbauten verwendet, findet sich in vielen rheinhessischen Altbauten wieder.
Römische Steinbrüche lieferten aus Flonheim den Quarzsandstein für jetzt im Alzeyer Museum aufbewahrte Skulpturen (u. a. Viergötterstein).
Das Landschaftsschutzgebiet Alzeyer Berg mit Hütte Schauinsland und Donnersbergblick, im alten Steinbruchgebiet, steht seit 1962 unter Naturschutz.

## Bekannte Bauwerke
Zu den bekanntesten Bauwerken, die unter anderem mit Flonheimer Sandstein erbaut wurden, gehören:
- Kölner Dom
- Mainz Hauptbahnhof
- Mainzer Dom

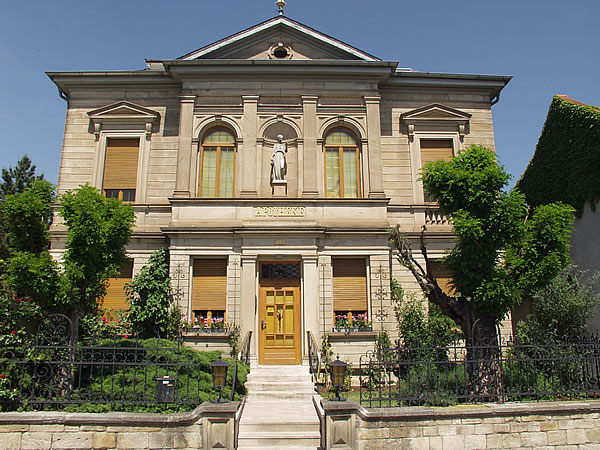
Apotheke in Flonheim
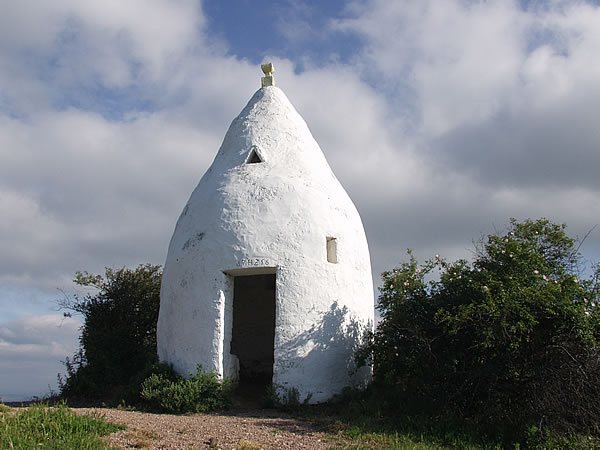
Flonheimer Trullo nach italienischem Vorbild
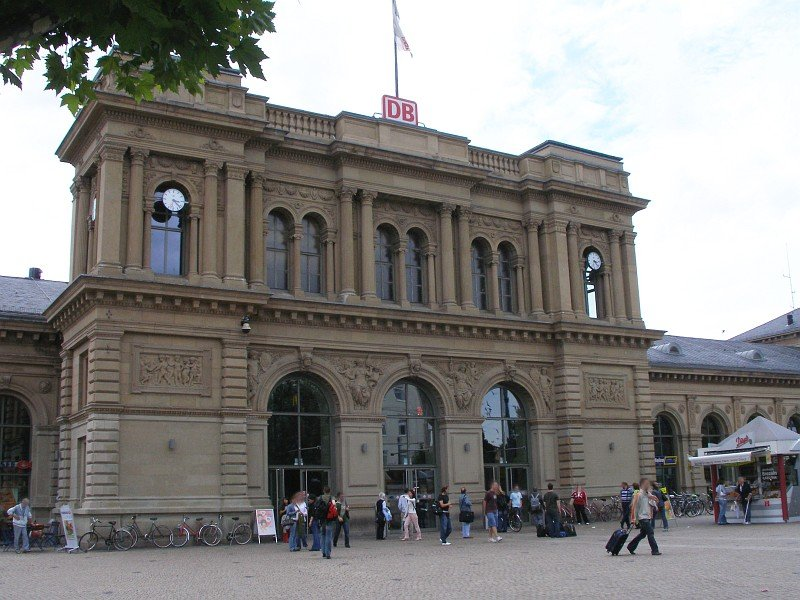
Mainz Hauptbahnhof
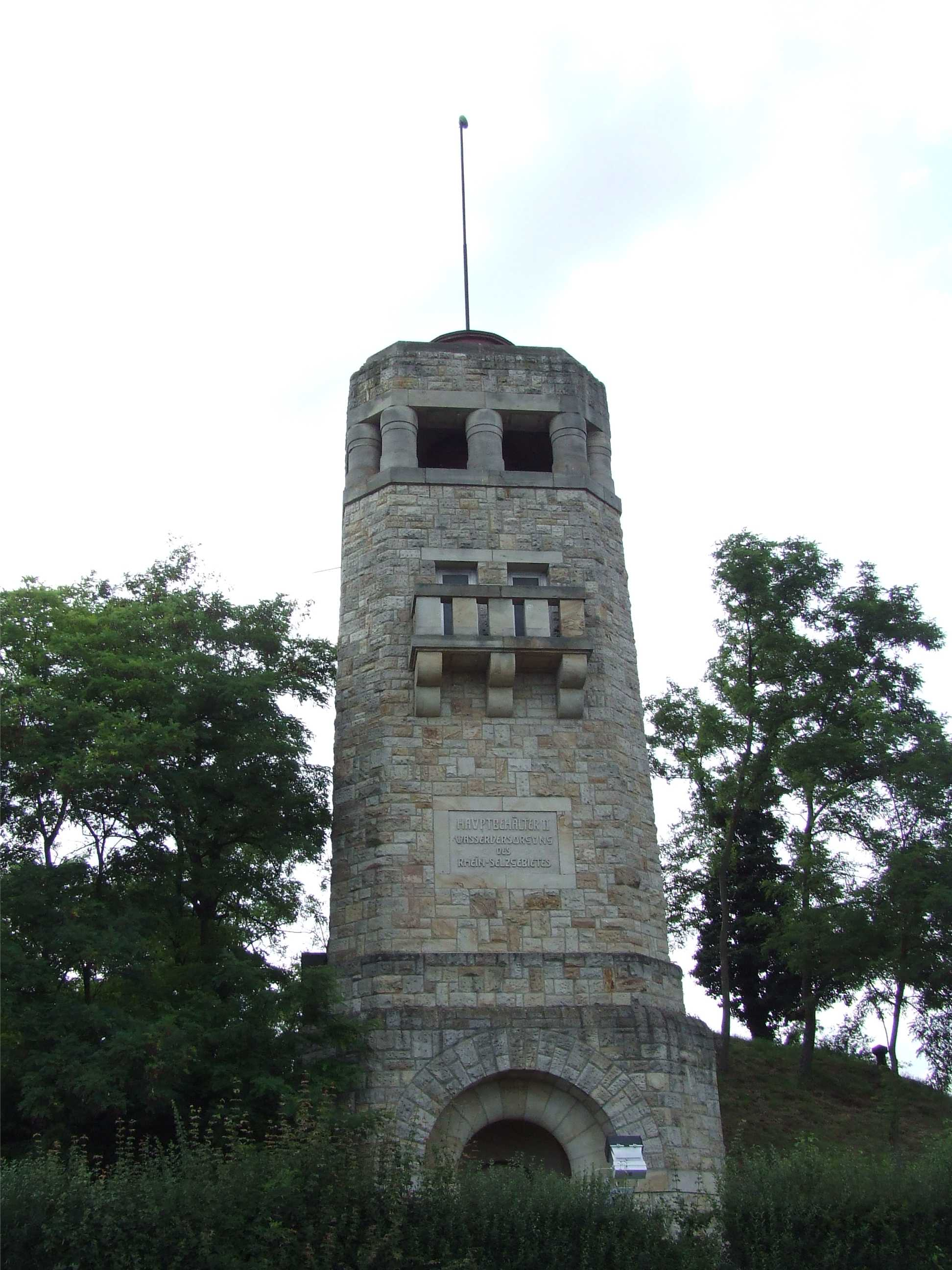
Hochbehälter Wintersheim